# Drongo de forêt
Dicrurus atripennis
Espèce
Statut de conservation UICN

 LC  : Préoccupation mineure
Le Drongo de forêt (Dicrurus atripennis) est une espèce de passereau de la famille des Dicruridae.

## Répartition
Cet oiseau est répandu en Afrique équatoriale.